# GoonRock
GoonRock (* 18. April 1975 in Trenton, New Jersey als David Jamahl Listenbee) ist ein US-amerikanischer Musikproduzent und Musiker.

## Leben und Wirken
In Trenton aufgewachsen kam er in jungen Jahren nach Los Angeles. Dort traf er auf der Junior High School auf den späteren LMFAO-Sänger Redfoo und will.i.am. 2009 begann er für LMFAO zu produzieren. Den Song We Came Here to Party hatte er co-produziert und mitgeschrieben. Den weltweiten Nummer-eins-Titel Party Rock Anthem aus dem Jahr 2011 hatte er zusammen mit Redfoo produziert und war im Musikvideo auch als Sänger zu sehen, allerdings nur im Refrain gemeinsam mit den LMFAO-Mitgliedern. Er produzierte auch die Titel Champagne Showers und Sexy and I Know It auf dem LMFAO-Album Sorry for Party Rocking.
Für den 2013 erschienenen Film Der große Gatsby steuerte er zusammen mit Fergie und Q-Tip den Song A Little Party Never Killed Nobody (All We Got) bei.

## Diskografie
Singles

| Jahr | Titel Album                                                                   | Höchstplatzierung, Gesamtwochen, AuszeichnungChartplatzierungen (Jahr, Titel, Album, Platzierungen, Wochen, Auszeichnungen, Anmerkungen) | Höchstplatzierung, Gesamtwochen, AuszeichnungChartplatzierungen (Jahr, Titel, Album, Platzierungen, Wochen, Auszeichnungen, Anmerkungen) | Höchstplatzierung, Gesamtwochen, AuszeichnungChartplatzierungen (Jahr, Titel, Album, Platzierungen, Wochen, Auszeichnungen, Anmerkungen) | Höchstplatzierung, Gesamtwochen, AuszeichnungChartplatzierungen (Jahr, Titel, Album, Platzierungen, Wochen, Auszeichnungen, Anmerkungen) | Höchstplatzierung, Gesamtwochen, AuszeichnungChartplatzierungen (Jahr, Titel, Album, Platzierungen, Wochen, Auszeichnungen, Anmerkungen) | Höchstplatzierung, Gesamtwochen, AuszeichnungChartplatzierungen (Jahr, Titel, Album, Platzierungen, Wochen, Auszeichnungen, Anmerkungen) | Höchstplatzierung, Gesamtwochen, AuszeichnungChartplatzierungen (Jahr, Titel, Album, Platzierungen, Wochen, Auszeichnungen, Anmerkungen) | Anmerkungen                                                                                             |
| Jahr | Titel Album                                                                   | DE | AT | CH | UK | US | R&B | Dance | Anmerkungen                                                                                             |
| ---- | ----------------------------------------------------------------------------- | --- | --- | --- | --- | --- | --- | --- | --- |
| 2011 | Party Rock Anthem Sorry for Party Rocking                                     | DE1 Platin · (57 Wo.)DE | AT1 (53 Wo.)AT | CH1 ×3Dreifachplatin · (54 Wo.)CH | UK1 ×3Dreifachplatin · (71 Wo.)UK | US1 Diamant · (68 Wo.)US | R&B79 (11 Wo.)R&B | Dance2 (21 Wo.)Dance | Erstveröffentlichung: 25. Januar 2011 LMFAO feat. Lauren Bennett und GoonRock                           |
| 2013 | A Little Party Never Killed Nobody (All We Got) The Great Gatsby (Soundtrack) | DE10 Platin · (37 Wo.)DE | AT17 (28 Wo.)AT | CH48 (19 Wo.)CH | UK90 Silber · (1 Wo.)UK | US77 Platin · (2 Wo.)US | — | — | Erstveröffentlichung: 17. Mai 2013 Fergie, Q-Tip und GoonRock vom Soundtrack des Films Der große Gatsby |

Weitere Zusammenarbeiten
- 2009: Shots (LMFAO feat. Lil Jon; nur Auftritt im Video)
- 2011: Best Night (LMFAO feat. will.i.am, GoonRock und Eva Simons)
- 2011: We Came Here to Party (LMFAO feat. GoonRock)
- 2012: I’m That Chick (Enur feat. Nicki Minaj und GoonRock)

Beteiligungen als Produzent
- 2011: Champagne Showers (LMFAO feat. Natalia Kills)
- 2011: Sexy and I Know It (LMFAO)
- 2012: Goin’ In (Jennifer Lopez feat. Flo Rida)